# Ommel
Ommel est un village situé dans la commune néerlandaise d'Asten, dans la province du Brabant-Septentrional. Le 1er janvier 2009, le village comptait 925 habitants. Ommel est un lieu de pèlerinage très important pour le sud des Pays-Bas. Une statuette miraculeuse de la sainte vierge y est vénérée.